# 每日商报
《每日商报》是杭州日报报业集团旗下的一份以经济新闻资讯为主的报纸，创刊于2002年9月16日，前身为《杭州日报•下午版》。数字报纸于2006年9月28日在网络上正式推出。

## 简介
《每日商报》的前身为1993年11月1日创刊的《杭州日报•下午版》，2002年9月12日停刊，同年9月16日，杭州日报报业集团使用原《杭州日报•下午版》的刊号创办《每日商报》。
该报具有鲜明的商经特色，聚焦浙江经济资讯与生活，以高端人士为主要读者。该报有快读、深读、维权、教育、实用、淘房和18创富周刊、投资周刊、房产周刊、汽车周刊等一系列版面和栏目。该报主要在杭州地区发行，并覆盖宁波、义乌、嘉兴等浙江省内主要城市。其广告性价比高于同城综合类都市报的30％。
2010年，《每日商报》与台湾《旺报》推出“两岸连线”，是杭州媒体首次与台湾媒体合作。